# 865

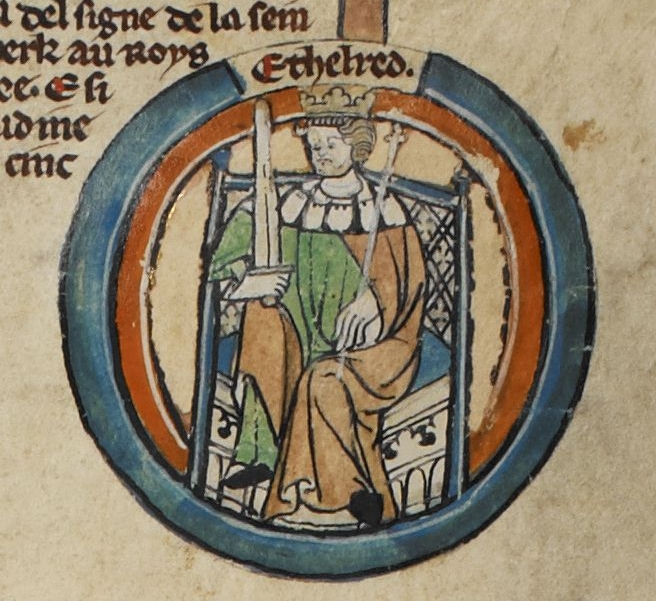
Koning Ethelred I (ca. 837 - 871)

Het jaar 865 is het 65e jaar in de 9e eeuw volgens de christelijke jaartelling.

## Gebeurtenissen

### Europa
- Koning Lodewijk de Duitser verdeelt het Oost-Frankische Rijk onder zijn drie zoons: Karloman wordt hertog van Beieren en de Oostmark. Hij benoemt Lodewijk de Jonge tot regent en hertog van Saksen. De jongste zoon Karel de Dikke wordt hertog van Allemannië (huidige Zwitserland).
- Koning Lotharius II neemt onder dreiging van excommunicatie zijn vrouw Theutberga terug. Zij geeft op haar beurt te kennen dat ze een echtscheiding wil, maar paus Nicolaas I geeft daarvoor geen toestemming.
- Keizer Lodewijk II vaardigt een capitularia uit waarin hij alle vrije mannen in Noord-Italië oproept om zich te verzamelen in Lucera tegen een heilige oorlog van het emiraat Bari.
- Rastislav, heerser van Moravië, erkent het oppergezag van Lodewijk de Duitser. Hij wordt gedwongen de Slavische kerk onder Beierse geestelijken te stellen.

### Brittannië
- Ragnar Lodbrok, een Deense Viking hoofdman, wordt tijdens een rooftocht in Northumbria gevangengenomen en vermoordt (door giftige slangen) in opdracht van koning Ælle van Northumbria.
- Een Deense invasiemacht onder leiding van Ivar Ragnarsson en zijn broer Halfdan Ragnarsson gaat aan land in East Anglia. Tijdens de plunderveldtocht richt het Vikingleger veel schade aan.
- Koning Ethelbert van Wessex overlijdt na een regeerperiode van 5 jaar. Hij wordt opgevolgd door zijn broer Ethelred I als heerser over Wessex en de gebieden van Zuidoost-Engeland.

## Religie
- Ansgarius (Apostel van het Noorden) overlijdt en wordt opgevolgd door Rembertus als aartsbisschop van Bremen.

## Geboren
- 28 augustus - Muhammad ibn Zakarīya Rāzi, Perzisch geneeskundige (overleden 925)
- Boudewijn II, Frankisch graaf (waarschijnlijke datum)
- Sancho Garcés I, koning van Navarra (waarschijnlijke datum)

## Overleden
- 3 februari - Ansgarius (64), Frankisch monnik en aartsbisschop
- Ethelbert, koning van Wessex
- Kassia, Byzantijns hymnedichteres (waarschijnlijke datum)
- Pepijn II, koning van Aquitanië (waarschijnlijke datum)
- Radbertus Paschasius (80), Frankisch theoloog
- Ragnar Lodbrok, Deens Viking hoofdman
- Raymond I van Toulouse, Frankisch graaf
- Rudolf van Fulda, Frankisch theoloog